# Kabanali, Khanapur
Kabanali là một làng thuộc tehsil Khanapur, huyện Belgaum, bang Karnataka, Ấn Độ.